# III. Vlad havasalföldi fejedelem

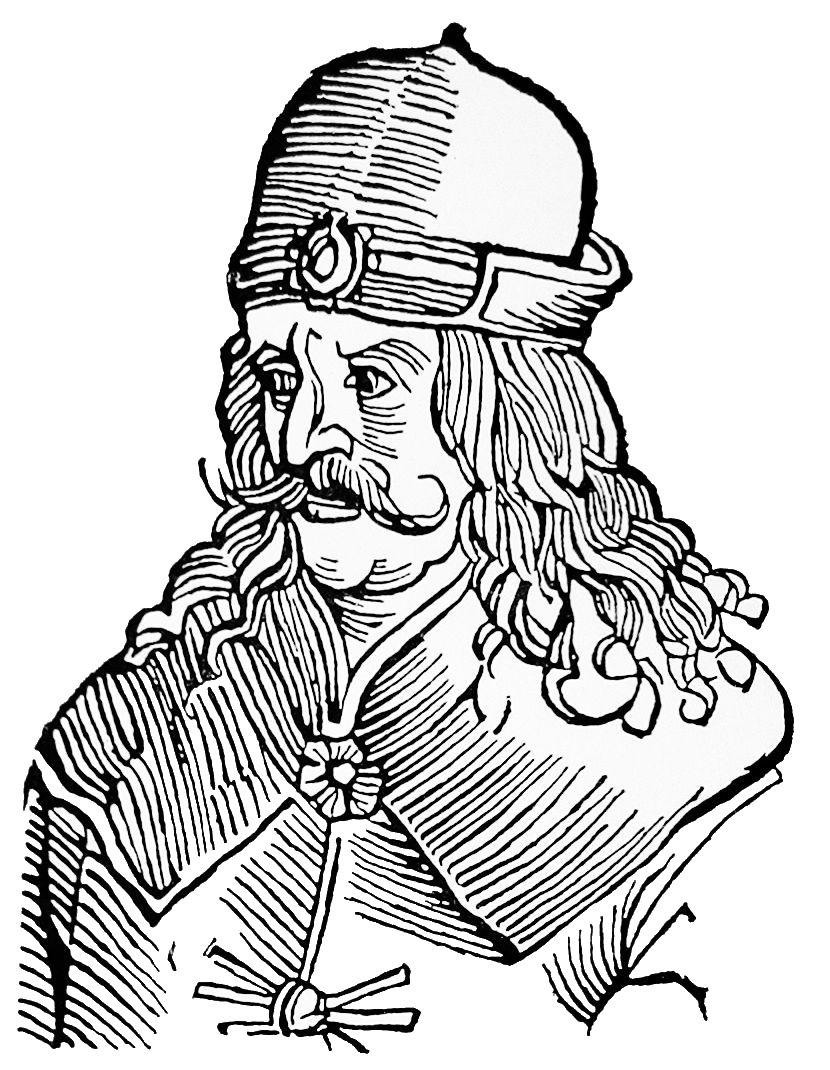
Vlad III Tepes

III. Vlad, más néven Karóbahúzó Vlad (románul: Vlad Țepeș vagy Cepes vagy Cepelus 'nyársba húzó'), (Segesvár, 1431. november 8. – Bukarest, 1476. december 14.) havasalföldi fejedelem 1448-ban, 1456 és 1462 között, valamint 1476-ban (kb. egy hónapig).
Hírnevet az uralkodása alatti különös kegyetlenkedéseivel szerzett. Uralkodóként az Oszmán Birodalomtól független politikát folytatott és harcolt az oszmán terjeszkedés ellen. Éppen emiatt Romániában III. Vladot Havasalföld védelmezőjének tekintik.

## Neve
A Drǎculea, Vlad román keresztneve, apja nevéből, a Draculból származtatható. A dracul a modern román nyelvben ördögöt jelent, de Vlad korában sárkányt és démont is jelentett. A Dracul név azonban eredetileg a Sárkány Lovagrendre utalt, a sárkány ugyanis latinul draco.
Utóneve, a Țepeș vagy Cepes (magyarul karóbahúzó) a legkedveltebb kivégzési módszerével, a karóbahúzással hozható kapcsolatba. Az oszmánok Kazıklı Bey néven ismerték, ami Karóbahúzó Herceget jelent. Vladot több korabeli írásban Draculaként említették meg, mint például az erdélyi szászok feljegyzéseiben és Jan Długosz krónikájában.

## Fizikai megjelenése
„… termete nem magas, de igen izmos és erős, külsőre kegyetlen és félelmetes, sasorra igen nagy, tág orrlyukakkal, arca pedig sovány és sápadt, hosszú szempillái tágra nyílt kék szemeit övezték, fekete és sűrű szemöldöke fenyegetővé tette nézését, bajuszán kívül arcát és állát borotválta. Kiugró homlokcsontjai növelék fejének méreteit. Magas tarkóját bikáéhoz hasonló nyaka kötötte széles vállaihoz, melyre fekete, göndör hajfonatok hullottak. (…) ”

– II. Pius pápai követe - 1462

## Élete

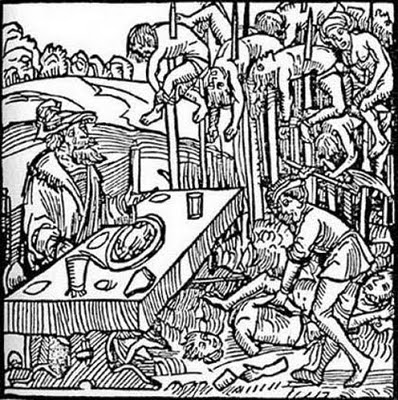
Vlad a karóbahúzottak és feldarabolt holttestek társaságában étkezik. 1499-es fametszet.

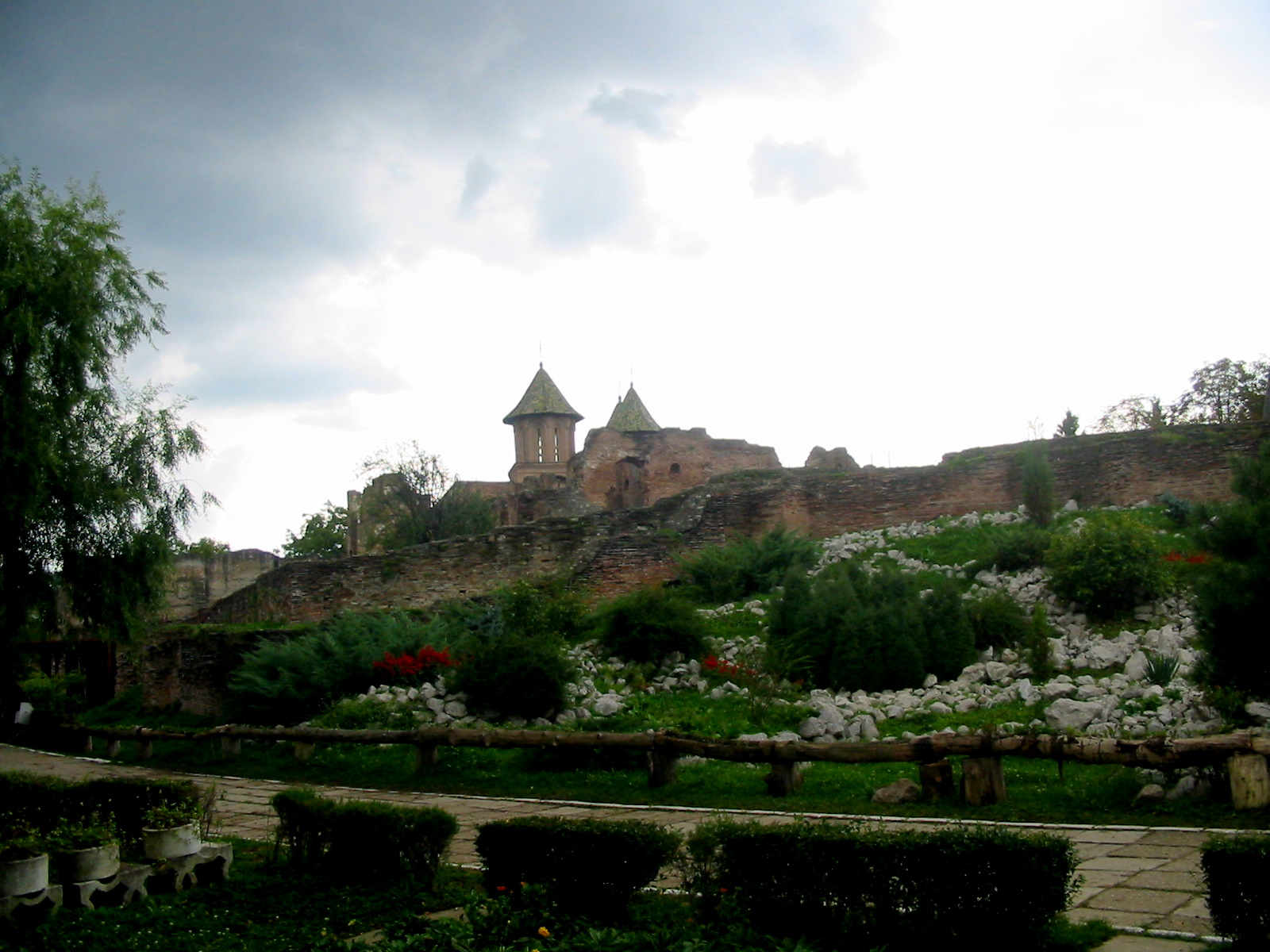
Târgoviște romjai

### Fiatal évei
Vlad 1431. november 8-án született az erdélyi Segesvár erődjében, II. Vlad Dracul (draco latinul sárkány, románul ördög) és Cneajna moldáv hercegnő második közös gyermekeként, I. Öreg Mircea uralkodó unokájaként született. Bátyja, Vlad Mircea, 1427-ben, öccse, III. Radu, 1437-ben született. Bár Vlad hazája Havasalföld volt, a családjával Erdélyben élt, mivel apját az oszmánpárti bojárok kiűzték az országból. Születésének évében apját Nürnbergben a Sárkány Lovagrend tagjává választották. Ötéves korában a fiatal Vladot is beavatták a lovagrendbe.
Vlad édesapja 1436-ban Havasalföld uralkodója lett, és az akkori fővárosba, Târgoviștébe költözött. Vlad és öccse, III. Szép Radu követték apjukat. Hat évig éltek az uralkodó házában. Az Oszmán Birodalom felőli hatalmas politikai nyomás miatt Vlad apja megígérte a szultánnak, hogy a vazallusa lesz, ezzel megelőzve egy esetleges inváziót. Az egyezség értelmében az apa túszul adta két fiatalabb fiát, így azok az Oszmán Birodalomba kerültek. Ezek az évek jelentősen befolyásolták Vlad személyiségét, mivel az oszmánok gyakran megkínozták önfejűsége és gorombasága miatt.
1447-ben lázadó bojárok a Bălteni melletti mocsárvidéken meggyilkolták apját, állítólag Hunyadi János parancsára. Még ugyanebben az évben idősebb testvérét, II. Mirceát politikai ellenfelei Târgoviștében előbb megvakították, majd elevenen elégették.
Csupán 17 éves volt, amikor egy kölcsönkapott török hadsereg élén saját országa ellen vonult, de II. László legyőzte.

### Fejedelemként
1456 nyarán magyar támogatással megszállta Havasalföldet. Hunyadi János 1456. augusztus 11-i halála után idősebb fia, Hunyadi László lett Magyarország főkapitánya. A brassói polgároknak írt levelében azzal vádolta Vladot, hogy "nem áll szándékában hűséges maradni" a magyar királyhoz, és felszólította őket, hogy III. Dant, II. László testvérét támogassák Vlad ellen.
Vladnak 1456. aug. 20-án sikerült megkaparintania Havasalföld trónját, amit hat éven keresztül meg is védett. Trónra lépése után karóba húzatta apja fő gyilkosait, a többinek előbb igen hosszú menetelés jutott büntetésül, és utóbb belepusztultak egy erődítmény építésébe.
Az 1457-es magyarországi belháborút kihasználva segített Istvánnak, II. Bogdán fiának, Moldva trónjának 1457 júniusában történő megszerzésében. Erdélybe is betört, és kifosztotta a Brassó és Nagyszeben környéki falvakat.
Uralkodása alatt még kis értékű lopásért is karóba húzás járt. Kedvelt kínzási módszerei között szerepelt az élve karóba húzatás, testcsonkítás, nyúzatás és – az ezek után megváltásnak tekinthető – lefejezés. Igazából a fennmaradt adatok alapján fantáziája határtalannak bizonyult ezen a téren. Előszeretettel üldözte a szászokat kereskedelmük miatt, komoly külkereskedelmi korlátozásokat vezetett be, hogy megőrizze országa gazdaságát. Vlad a koldulást és a „közveszélyes munkakerülést” bűnözésnek tekintette, kegyetlenül üldözte. Egy legenda szerint egyszer vendégségbe hívta Târgoviște koldusait és szegényeit, majd megkérdezte őket, szeretnének-e mindörökre megszabadulni szegénységüktől. Amikor megkapta az igenlő választ, rájuk gyújtatta a termet.
Néhány építkezést végeztetett a târgoviștei palotán (melyek közül napjainkban a Chindia torony a legjelentősebb maradvány), megerősített néhány várat, mint például a poienarit, amelynek közelében háza is volt. Templomoknak és monostoroknak is adott adományokat. Az egyik ilyen volt a Sznagov-tó melletti monostor, ahol később – a feltételezések szerint – őt is eltemették. Egyesek úgy vélik: Bukarestet is ő alapította.
Még a legkevésbé fontos pozíciók betöltésénél is mellőzte az öreg bojárokat, azokat lovagoknak, illetve szabad parasztoknak adta. A havasalföldi előkelők hatalmának kulcsfontosságú eleme volt az erdélyi szász telepesek autonóm igazgatású városaival fenntartott kapcsolatuk, ezért Vlad felszámolta e városok havasalföldi kereskedelmi előjogait, és rajtaütéseket szervezett ellenük.
A második felesége a magyar Szilágyi családból származó Jusztina (Ilona)  (1455-1497), Mátyás király unokatestvére lett. A feljegyzések alapján, Corvinus feleségül adta „húgát” Vladnak, akivel tíz évig éltek együtt.

#### Harca a törökökkel
1459-ben beszüntette az adófizetést a törököknek, és 1460-ban új szövetséget kötött Mátyás királlyal a törökök még nagyobb elégedetlenségére, akik megkísérelték elmozdítani őt. Ez nem sikerült nekik, mert Vlad az elfogására küldött Hamza basát kézre kerítette, és karóba húzatta. Fővárosa, Târgoviște körül egész karóerdő díszelgett, rajtuk a basa és kísérete tagjai.
Később, 1461/62 telén Vlad átkelt a Dunán miután elfoglalta Gyurgyevót. Sőt néhány észak-bulgáriai várat is elfoglalt, szörnyű tömegmészárlást hajtatott végre: 38 ezer törököt gyilkoltatott le a Duna mentén. A monda szerint két adókövetelő török tisztviselőnek pedig szögekkel rögzíttette a turbánjukat a fejükhöz, mert azok nem voltak hajlandók fedetlen fejjel állni előtte.
A török válaszcsapás nem késett. II. Mehmed szultán, Konstantinápoly nem egészen egy évtizeddel azelőtti meghódítója, aki 1462 tavaszán megindult Havasalföld felé, háromszoros túlerővel támadott. Visszavonulásában Târgoviștéig Vlad felégette a falvakat és megmérgezte a kutakat, gerillacsapásokkal jelentős sikereket ért el, és sikerült demoralizálnia a török hadat. A végső csapást egy szörnyű, de taktikailag ügyes húzással mérte: előrenyomulásukban a törökök megpillantották „Tepes erdejét” azaz húszezer karót, rajtuk török fejekkel. A kiéheztetett és megfélemlített törökök visszavonultak.
II. Mehmed szultán Valachiát – a meg nem hódított országot – Radunak, Vlad öccsének ajándékozta, aki nagy török haddal megtámadta testvérét. Radu ügyesebbnek bizonyult, és Argeș váráig üldözte testvérét. A legenda szerint itt lett öngyilkos Vlad felesége, aki leugrott egy hatalmas szikláról.

### Elfogatása
Vladnak sikerült Erdélybe menekülnie, ahol találkozott Mátyás királlyal. Radu azonban 1462 augusztusában nyélbe ütött egy megállapodást a magyar királlyal. Ennek következtében Hunyadi Mátyás börtönözte be Vladot Visegrádon. (Az is szerepet játszott ebben, hogy az erdélyi szász városok korábbi sérelmeik miatt azzal vádolták meg, hogy lepaktált a törökökkel).
Elfogását Janus Pannonius Mátyáshoz írt De captivitate Dragulae waivodae Transalpini azaz Dragula havasalföldi vajda fogságba eséséről című versében örökítette meg.
| Janus Pannonius Dragula havasalföldi vajda fogságbaeséséről Zengjetek ünnepi dalt! Láncot hord végre a zsarnok, Már ha igaz, mit a hír szerterepülve susog. Zengjetek ünnepi dalt ismét s víg dallamotokhoz Járjátok, Múzsák, ünnepi táncotokat. És te, ki ekkora nagy diadalt vér nélkül arattál, Bár győztél, mért vagy távol a tél közepén? Egyet kér mindőnk esdő szava, drága királyunk: Arcod után vágyunk, térj haza végre közénk! Néped hasztalanul hív? Lásd, ezt kéri arád is, Ezt az anyád; mondhatsz zordonan erre "nem"-et? – Janus Pannonius összes munkái |

## Halála

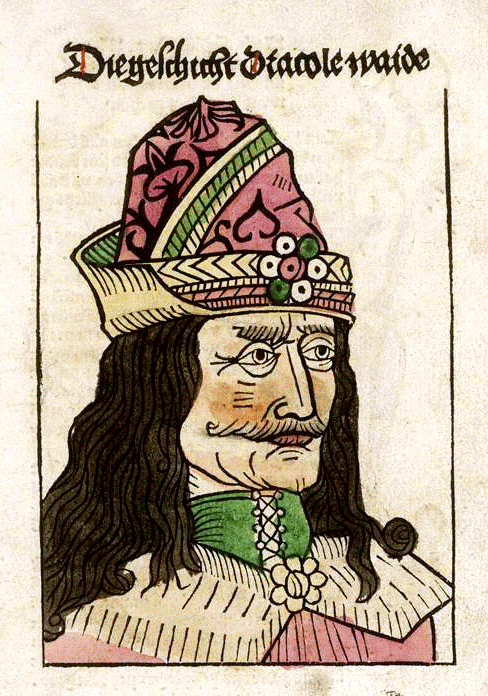
Drakula gróf, illusztráció a Die geschicht dracole waide című műből, 1488

További élettörténetéről különböző források mást és mást állítanak:
- Az egyik verzió szerint 1476 decemberében kivégezték, nem sokkal azelőtt, hogy Havasalföld újra uralkodójának ismeri el.
- A másik szerint négy évnyi tömlöc után már házban lakhatott, katolikus hitre tért, és megint más források még hozzáteszik, hogy be is nősült a Corvin házba. 1476-ban Vlad és Báthory István erdélyi vajda betört Havasalföldre egy vegyes haderővel, amely erdélyiekből, néhány elégedetlen havasalföldi bojárból, és egy moldáviai csapattestből állt. Utóbbit Vlad unokatestvére III. István moldvai fejedelem küldte. Vlad  féltestvére, Radu ekkor már egy éve halott volt és már Basarab Laiotă cel Bătrân (Öreg Basarab) ült Havasalföld trónján a Dănești családból. Vlad serege közeledésének hírére Basarab és csapatai elmenekültek, néhányan a törökök védelmébe, mások a Kárpátok rejtekébe. Miután Vlad elfoglalta helyét a trónon, Báthory és a sereg zöme visszatért Erdélybe, gyenge helyzetben hagyva Vladot. Túl kevés volt az ideje arra, hogy támogatókat gyűjtsön össze mielőtt a nagy létszámú török sereg behatolt az országba azzal a céllal, hogy Basarabot visszaültesse a trónra. Vlad arra kényszerült, hogy a rendelkezésére felállt kevesebb mint 4000 fős haderővel induljon meg a törökök ellen. E verzió szerint a törökök elleni ütközetben ölték meg Bukarest közelében 1476 decemberében.
- Mások azt mondják, hogy a hűtlen havasalföldi bojárok gyilkolták meg.

A történelmi források egyetértenek abban, hogy feje a törökökhöz került (az első verzióban Mátyás küldi el a holttestet), és azok karóba húzva állították ki, így bizonyítván hatalmukat az Ördög felett.

## Napjainkban
Vlad Dracul fia ma is népszerű történelmi és pop-kult figura Romániában; szállodák, vendéglők cégérein gyakori jelenség. Több városban utcát neveztek el róla.
Egy radiátor- és fürdőszoba-nagykereskedés reklámjában például Vlad Țepeș egy pezsgőfürdős kádat tesztel a háttérben látható mezőn álló számos, karóba húzott ember látványában gyönyörködve.[forrás?]

### Sorozat
- II. és a későbbi III. Vlad is szerepel a 2025-ben készült Hunyadi című magyar televíziós sorozatban, II.Vlad Nagypál Gábor, az ifjabbik Vlad pedig Dino Benjámin megformálásában.